# Albert Sharpe
Albert Sharpe (Belfast, Irlanda del Norte, 15 de abril de 1885 – ib. 13 de febrero de 1970) fue un actor de teatro y cine británico. 

## Resumen biográfico
Nacido en Belfast, Irlanda del Norte, su papel más destacado para el cine fue el que hizo en la producción de Walt Disney Pictures Darby O'Gill and the Little People. En la faceta teatral, su actuación más conocida fue la de Finian McLonergan en el musical representado en Broadway Finian's Rainbow. Sharpe fue además miembro de los Abbey Players. 
Albert Sharpe pasó sus últimos diez años de vida retirado y falleció en 1970 en Belfast. Tenía 84 años de edad.

## Filmografía
| Año  | Película                                | Papel             | Notas                                                     |
| ---- | --------------------------------------- | ----------------- | --------------------------------------------------------- |
| 1946 | I See a Dark Stranger                   | Encargado del bar | Titulada The Adventuress en Estados Unidos. Sin créditos  |
| 1948 | Up in Central Park                      | Timothy Moore     |                                                           |
| 1948 | The Return of October                   | Vince the Tout    | Titulada A Date with Destiny en Reino Unido.              |
| 1948 | Portrait of Jennie                      | Moore             | Titulada Jennie en Reino Unido o Tidal Wave.              |
| 1949 | Adventure in Baltimore                  | Dan Fletcher      | Titulada Bachelor Bait en Reino Unido.                    |
| 1951 | Royal Wedding                           | James Ashmond     | Titulada Wedding Bells en Reino Unido.                    |
| 1951 | The Highwayman                          | Forsythe          |                                                           |
| 1951 | You Never Can Tell                      | Grandpa Hathaway  | Titulada One Never Knows o You Never Know en Reino Unido. |
| 1952 | Face to Face                            | Brown             | Titulada también The Secret Sharer.                       |
| 1954 | Brigadoon                               | Andrew Campbell   |                                                           |
| 1959 | Darby O'Gill and the Little People      | Darby O'Gill      | Titulada The Little People en Estados Unidos.             |
| 1960 | The Day They Robbed the Bank of England | Tosher            |                                                           |